# Schloss Strömsholm

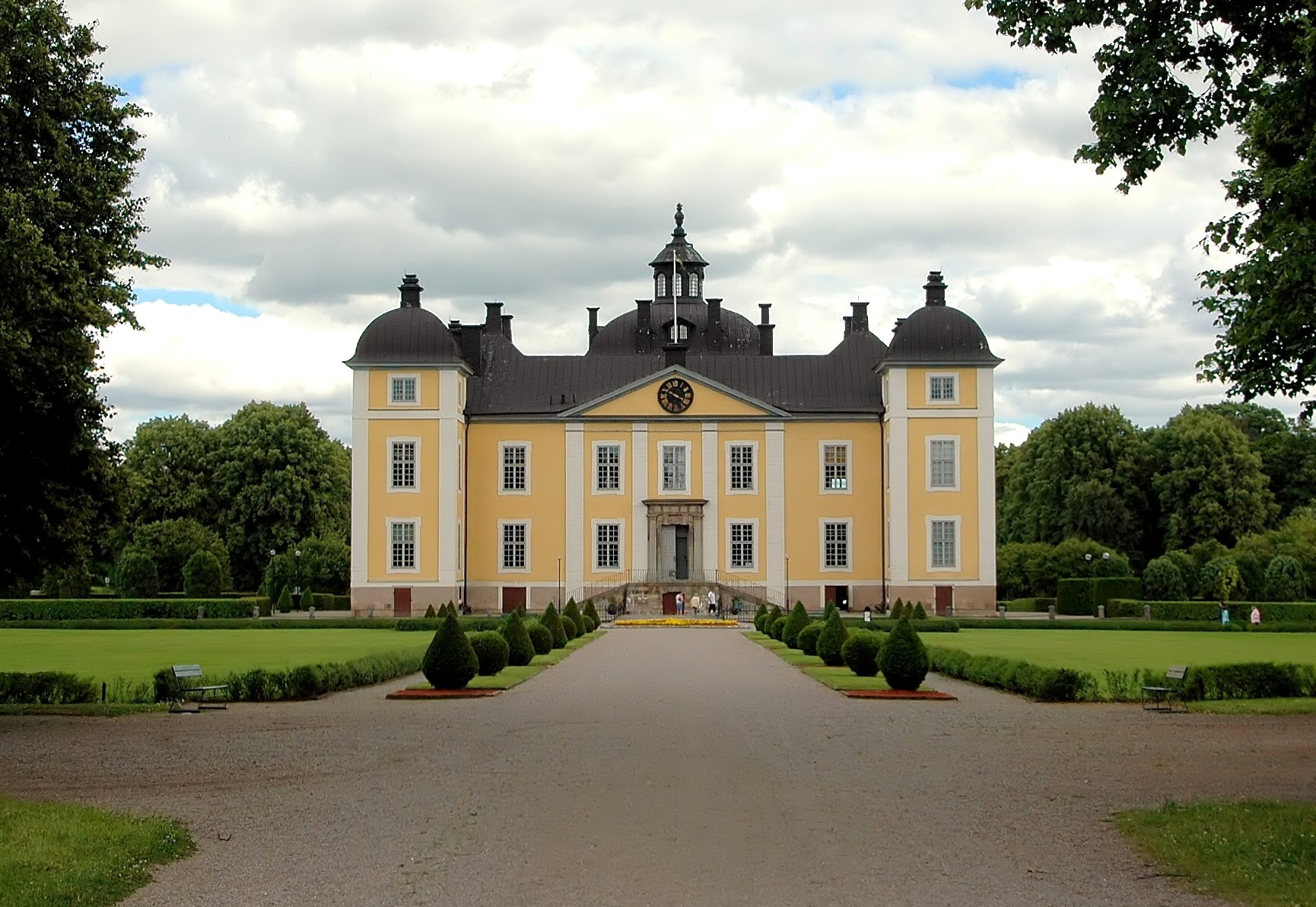
Schloss Strömsholm.

Das königliche Schloss Strömsholm bei Strömsholm in der schwedischen Provinz Västmanland wurde in den 1670er Jahren nach Plänen des Architekten Nicodemus Tessin d. Ä. gebaut. Die Einrichtung stammt zum größten Teil aus der Zeit Gustavs III. Unter anderem gibt es einen „chinesischen Saal“ mit Wandmalereien mit chinesischen Motiven und eine reiche Bildersammlung.
Zwischen 1868 und 1968 war die Reit- und Fahrschule der schwedischen Armee im Schloss untergebracht. Heute ist das Schloss der Öffentlichkeit zugänglich, doch werden noch immer Reitturniere und Pferderennen in Strömsholm veranstaltet. Es ist seit 1935 als Byggnadsminne eingestuft.